# Helmut Kluge
Helmut Arthur Hermann Kluge (ur. 8 października 1920 we Flensburgu, zm. 6 czerwca 1975 tamże) – zbrodniarz hitlerowski, członek załogi niemieckiego obozu koncentracyjnego Mauthausen-Gusen i SS-Oberscharführer.
W trakcie II wojny światowej pełnił służbę w Gusen, podobozie KL Mauthausen. Od 1940 do 1942 pełnił funkcję 1. Arbeitsdienstführera w wydziale odpowiedzialnym za organizację pracy przymusowej więźniów. W latach 1941–1942 brał udział w tzw. Totbadeaktionen, podczas których mordowano niezdolnych do pracy więźniów wielu narodowości (między innymi Żydów, obywateli radzieckich, Polaków, Czechów i Hiszpanów).
W 1968 w związku ze zbrodniami popełnionymi w trakcie Totbadeaktionen odbył się proces przed zachodnioniemieckim sądem w Hagen, a na ławie oskarżonych zasiadło czterech byłych esesmanów, wśród nich Helmut Kluge. Został on skazany na 8 lat pozbawienia wolności.